# Port Colborne
Port Colborne är en stad (lower tier city) i Kanada. Den ligger i sekundärkommunen Regional Municipality of Niagara i provinsen Ontario, i den sydöstra delen av landet, 400 km sydväst om huvudstaden Ottawa. Port Colborne ligger 188 meter över havet och antalet invånare är 18 306.
Terrängen runt Port Colborne är mycket platt. Närmaste större samhälle är Welland, 9,3 km norr om Port Colborne. 
Omgivningarna runt Port Colborne är en mosaik av jordbruksmark och naturlig växtlighet. Inlandsklimat råder i trakten.

## Politik
Port Colborne styrs av en vald stadsfullmäktige på åtta personer och en borgmästare. I regionfullmäktige representeras staden av sin borgmästare och en fullmäktigeledamot.